# Indfæstning
Indfæstning eller stedsmål betegner en afgift, som en fæster måtte betale for at overtage en fæsteejendom. Betalingen kunne finde sted i penge og/eller i naturalier, fx øksne. Størrelsen af denne afgift kunne afhænge af mange forhold, således ejendommens tilstand (hvis ejendommen var i ringe stand kunne indfæstningsafgiften mindskes eller helt udelades, og i visse tilfælde blev der nærmest betalt "negativ indfæstning", idet godsejeren stillede materialer til rådighed for fæsteren til at instandsætte en forfalden gård, ligesom denne kunne få indskud i form af korn og husdyr samt fritagelse for landgilde og hoveri i en årrække), gårdens brugsværdi (forventede udbytte af driften), eventuelle forpligtelser i forhold til tidligere fæstere (fx forsørgelse af en tidligere fæsters enke og/eller børn), den tidligere fæsters eventuelle gæld, samt almindelige konjunkturer. Vilkårene måtte lettes, når konjunkturerne var vanskelige, og det var svært at finde en egnet fæster fx efter en krig eller epidemi eller vis ejendommen var misligholdt af den tidligere fæster, men kunne strammes, når konjunkturerne var gode og gården var i god stand. Ikke kun gårdfæstere men også husfæstere måtte betale indfæstning.

## Historie

### Middelalderen
Indfæstning optræder første gang i løbet af 1400-tallet. Tidligere i middelalderen havde mange selvejere valgt at underlægge sig værn fra en jorddrot (godsejer), hvorved denne opnåede større bestemmelsesret over hvem, som kunne overtage en fæsteledig gård, når den hidtidige fæster døde, og på hvilke vilkår. Dette misforhold mellem jorddrot og fæster åbnede mulighed for magtmisbrug, og et af de magtmidler, som jorddrotten fik i hænde, var at fæstlægge en afgift kaldet stedsmål eller indfætning, som skulle betales af en fæster for at kunne overtage en fæsteledig gård. I begyndelsen blev indfæstningen fastlagt ved mundtlig aftale og først langt senere fastholdt i en skriftlig fæstekontrakt.

### Renæssancen
I perioden mellem reformationen og Karl Gustav-krigene medførte gentagne krige økonomiske kriser, hvilket førte til, at antallet af gårdforsiddelser, hvor fæsteren ikke kunne yde de fastsatte betalinger og derfor ikke opfylde sine forpligtelser i henhold til fæsteaftalen, voksede og indfæstningsafgifterne af samme grund faldt. Senere, da nogle hovedgårde valgte at satse på udvidelse af hovedgårdsdriften, blev hoveriet af voksende betydning og til gengæld faldt også betydningen af både indfæstning og bøndernes landgilde. I nogle tilfælde var det godsets ridefoged, der fastlagde fæstevilkårene. Efterhånden blev det almindeligt, at der blev udstedt en skriftlig kvittering på betalt indfæstning eller stedsmål, som fæsteren kunne opbevare som bevis på sin ret til fæstegården.
Om størrelse på stedsmål og indfæstning kan som eksempler nævnes, at på Sorø Klosters gods blev stedsmål i 1567 og senere ofte betalt i form af øksne eller stude snarere end i penge og var fastsat til 1-2 øksne (hver af en værdi på 5-6 daler), ofte imidlertid 4 daler, samt et beløb i daler og mark; 3 ødegårde var dog overdraget uden indfæstning. I Roskildegård Len blev i 1613-14 betalt med en del stude (hver af en værdi på 8 daler) men i 1615-1616 overvejende lidt over 20 daler, dog mindre for ødegårde. I Dragsholm Len var indfæstningen både i 1591-92 og i 1612-13 omkring 14 daler, i Nyborg Len over 20 daler, i Skanderborg og Åkær Len i 1581-82 21 daler, overvejende i form af øksne, men i 1610-11 og 1615-16 omkring 18 daler, 1619-20 omkring 22 daler men i 1629-30 kun 15 daler og kun 3 fæstere betalte øksne. I Ålborghus Len blev 1591-92 betalt omkring 15 daler, i 1604-05 kun omkring 9 daler, i 1606-07 derimod 16 daler. I Riberhus Len lå gennemsnittet i 1581-82 på omkring 17 daler, 1598-99 omkring 13 daler og i 1605-07 18-19 daler.

### Under enevælden frem til landboreformerne
I løbet af 1600-tallets anden halvdel og gennem hele 1700-tallet var indfæstningen overvejende voksende, men der kunne være store forskelle fra gods til gods, fra egn til egn og fra landsdel til landsdel. For perioden 1720-1759 var indfæstningen på Fyn således i gennemsnit omtrent 4 gange så stor som på Sjælland og i Jylland, og når der tages hensyn til gårdenes hartkorn var indfæstningen 5 gange større end på Sjælland og 3 gange større end i Jylland.
Om størrelse på stedsmål og indfæstning i begyndelsen af 1700-tallet kan som eksempler nævnes, at i det daværende Frederiksborg Amt nåede indfæstningen kun sjældent op på 8-10 rigsdaler, på Herlufsholm skoles gods havde i 1696 26 fæstere overtaget uden at betale indfæstning, 15 havde betalt under 10 rigsdaler, 26 havde betalt 10-19 rigsdaler, 28 havde betalt over 20 rigsdaler, heraf havde 4 måttet betale over 50 rigsdaler. På Tølløsegård lå gennemsnittet omkring 13½ rigsdaler, på Roskilde domkirkes gods blev i 1690-erne betalt 13 rigsdaler, 1700-09 omkring 18 rigsdaler, 1710-19 15 rigsdaler. På Falster lå indfæstningen så lavt som 1-3 rigsdaler, undertiden 4-6 rigsdaler mens nogle få slaå uden indfæstning. På Femø og Fejø var indfæstningen ofte 20 rigsdaler for en helgård, på de fynske øer Avernakø og Drejø voksede indfæstningen fra 1690 til 1719 fra 40-50 til efterhånden 60 rigsdaler. På Egeskov gods var indfæstningen i gennemsnit 17½ rigsdaler i 1690-erne, 33 rigsdaler i årene 1700-1709 og 40½ rigsdaler i årene 1710-19. På Brahesborg var indfæstningen 1710-19 48 rigsdaler, på Frederiksgave så højt som 74 rigsdaler i gennemsnit. På Stensballegård ved Horsens var indfæstningen 10-20 rigsdaler, på Rosenholm på Djursland i 1700-1719 i gennemsnit 8 rigsdaler, mens billedet andre steder er mere usikkert.
Om udviklingen i 1700-tallet kan nævnes, at for 10 sjællandske godser var gennemsnittet i indfæstning i tiåret 1720-29 9 rigsdaler, 1730-39 12 rigsdaler, 1740-49 14 rigsdaler og 1750-59 19 rigsdaler, altså mere end en fordobling i perioden. For 3 lollandske godser var indfæstningen i gennemsnit i tiåret 1720-29 20 rigsdaler, 1730-39 17 rigsdaler, 1740-49 17 rigsdaler og 1750-59 25 rigsdaler, således nærmest stagnerende frem til 1750-erne. For 6 fynske godser var indfæstningen i gennemsnit i tiåret 1720-29 57 rigsdaler, 1730-39 54 rigsdaler, 1740-49 61 rigsdaler og 1750-59 68 rigsdaler, og for 10 jyske godser var indfæstningen i gennemsnit i tiåret 1720-29 10½ rigsdaler, 1730-39 12 rigsdaler, 1740-49 15½ rigsdaler og 1750-59 18 rigsdaler. Størrelserne giver dog ingen sikker repræsentation, idet de i nogen grad beror på bevarede oplysninger.
Sådanne indfæstninger lod sig ikke gennemføre medmindre tjenestekarle, der skulle overtage en fæsteledig gård, også var i stand til at betale, og det var de som regel. Først ved en forordning af 27. december 1701 blev der fastsat bestemmelser om karlelønningernes mindstestørrelse gradueret efter karlens kvalitet (helkarl, "noget ringere", halvkarl) med 20-22 rigsdaler for de bedste, dog noget lavere i Jylland. Men også tidligere havde dygtige tjenestekarle kunnet sikre sig gode lønninger, idet de næsten altid kunne være sikre på at få arbejde det ene eller andet sted, mange tjenestefolk benyttede en del af den opsparede kapital til at handle med husdyr og derved forøge formuen. Tidligere havde tjenestekarle ofte fået en del af deres betaling som "lønnesæd", der kunne sås på et mindre stykke jord og derved skaffe ekstra indtjening ved salg af udbyttet.
Fæstehuse var oftest på 4-6 fag, og indfæstningen var op til 4 rigsdaler. I nogle tilfælde lod man fæsteren selv opføre huse men tog 2-4 rigsdaler i indfæstning for den jord, der måtte høre til huset; til gengæld kunne fæsteren regne med at bo i huset i "sin livs tid" (livstidsfæste). Muligheden for at oprette fæstehuse blev i 1700-tallet ikke alene anvendt af jorddrotten men undertiden tillige af fæstegårdmænd, der kunne tillade husmænd og inderster at opføre egne huse på gårdens jord på steder, hvor dette ikke var til skade for gårdens drift. Også husfæstere blev ramt af konjunkturfremgange, således måtte husmænd i 1750 visse steder betale 6-7 rigsdaler i indfæstning og en årlig afgift på 2-3 rigsdaler. Hvis hustruen overlevede en ægtemand og giftede sig igen, måtte den nye ægtefælle betale en ny indfæstningsafgift. Huse, der blev anvendt af håndværkere, var som regel større og i bedre stand end andre huse, og indfæstningsafgiften derfor højere. Således måtte smede, hjulmagere, snedkere og andre omkring 1750 betale 4-5 gange højere husafgifter end jordløse husmænd.

### Landboreformerne
Under arbejdet med landboreformerne kom også fæstevæsenet - og dermed indfæstning - på dagsordenen. I det debatskrift, der udkom i 1783, "Det danske Landvæsens Forfatning" skrevet af C.W. Munthe af Morgenstierne på Lundbygård på Sydsjælland, skrev denne, at bønderkarle ikke burde kunne tvinges til at fæste en gård. Han var modstander af bondeselveje og mente ikke, at selvejere ville leve under bedre vilkår end hoveribønder. Han hævdede, at mange var velhavende og påpegede at fynske fæstere ofte betalte 2-400 rigsdaler i indfæstning selv for en hoverigørende gård, hvilket var en klar overdrivelse: skønt der forekom indfæstninger på 300 rigsdaler, var dette langt fra almindeligt.
Indfæstningsvæsenet fortsatte således både under og efter landboreformerne. Om udviklingen i anden halvdel af 1700-tallet kan nævnes, at for 10 sjællandske godser var gennemsnittet i indfæstning i tiåret 1760-69 24½ rigsdaler, 1770-79 24 rigsdaler, 1780-89 36 rigsdaler og 1790-99 54 rigsdaler, altså næsten en fordobling i perioden. For 5 lollandske godser var indfæstningen i gennemsnit i tiåret 1760-69 27 rigsdaler, 1770-79 52 rigsdaler, 1780-89 39 rigsdaler og 1790-99 61 rigsdaler, således tenderende mod fordobling med med store udsving. For 6 fynske godser var indfæstningen i gennemsnit i tiåret 1760-69 85 rigsdaler, 1770-79 118 rigsdaler, 1780-89 125 rigsdaler og 1790-99 183 rigsdaler, og for 10 jyske godser var indfæstningen i gennemsnit i tiåret 1760-69 25 rigsdaler, 1770-79 27 rigsdaler, 1780-89 33 rigsdaler og 1790-99 64 rigsdaler. De indbyrdes forskelle mellem landets egne holdt sig, og indfæstningerne var generelt stærkt stigende. Men bag gennemsnittene skjuler sig, at mange fæstekontrakter blev indgået uden betaling af indfæstning, låledes gik 20-30% fri i Jylland, på Sjælland voksede andelen fra 30% i 1760-erne til 50% i 1790-erne, hvorimod andelen kun var omkring 10% på Fyn
For husenes vedkommende er billedet mere broget. For jordløse huse på Sjælland lå indfæstningen i gennemsnit omkring 5 rigsdaler og mange betalte slet ikke indfæstning. På Fyn og i Jylland var andelen af huse med jord langt større og indfæstningerne derfor også høje. Stikprøver fra udvalgte godser antyder, at øst for Storebælt på Sjælland og Lolland-Falster var indfæstningerne som regel under 5 rigsdaler, i Jylland lå gennemsnittet mellem 10 og 20 rigsdaler, mens der på Fyn i gennemsnit blev betalt over 15 rigsdaler i indfæstning; dog var godt hver fjerde hus også på Fyn helt fritaget for indfæstning.

### Efter landboreformerne
Indfæstningen fortsatte også efter landboreformerne, idet indførelsen af arvefæste blot betød en fortsættelse på nye vilkår. Både dette og det fortsatte hoveri gav efterhånden anledning til stigende uro blandt almuen, og udbruddet af treårskrigen i 1848 blev brugt som anledning til at foretage "patriotiske aktioner" rettede mod godsejere af tysk/holstensk oprindelse og til at indføre et pres for at få hele fæstevæsenet afviklet. Helt så vidt kom det dog ikke, men det lykkedes bønder og husmænd at få lagt begrænsninger på arbejdstidens længde og sikre skriftlige aftaler med større retssikkerhed for fæsterne og reelt blev opstanden klaret ved at gennemføre det såkaldte bondecirkulære af 8. november 1845, der havde til formål at forhindre sammenkomster for at diskutere og protestere mod almuens vilkår. Til gengæld indførtes to love, daterede 12. april 1851 og 21. juni 1854, der åbnede mulighed for salg af fæstegods til selveje fra len, stamhuse og fideikommiser. Det var så langt, regeringen var rede til at gå. Men spørgsmålet om afvikling af hele fæstevæsenet og dermed også afskaffelse af indfæstningen indtog i resten af århundredet en central placering i den politiske debat. Et nyt stort skridt blev taget ved lovgivningen om statshusmandsbrug i 1899, der gjorde staten til garant for fordelagtige lån til landarbejdere, der ønskede at købe egen jordlod. Først gradvist blev traditionelt fæste og arvefæste - og dermed også indfæstningsafgifter - afviklet ved, at bønder købte sig til selveje, men reelt blev indfæstning først afskaffet ved fæstevæsenets endelige afskaffelse ved lov i 1919.